# Antoni Dzierżyński
Antoni Dzierżyński (* 25. Juni 1942 in Nowy Sącz; † 10. März 2017 in Lubin) war ein polnischer Politiker (ZChN, UPR). Von 1991 bis 1993 gehörte er dem Sejm in dessen I. Wahlperiode an.

## Leben und Beruf
Dzierżyński absolvierte 1961 die Eisenbahntechnische Oberschule in Breslau und arbeitete anschließend als Techniker. Er wurde auf dem Städtischen Friedhof in Legnica beigesetzt.

## Politik
In den 1980er Jahren engagierte sich Dzierżyński in der demokratischen Opposition in Lubin. Er gehörte der Redaktion der „Gazeta Lubińska“ an, der örtlichen Zeitung der unabhängigen Gewerkschaft Solidarność.
Bei der ersten vollständig freien Parlamentswahl 1991 wurde er als Kandidat der Zjednoczenie Chrześcijańsko-Narodowe (ZChN) auf der Liste des Wahlbündnisses Wyborcza Akcja Katolicka im Wahlkreis Jelenia Góra in den Sejm gewählt. Im Laufe der Wahlperiode verließ er die ZChN und schloss sich der Unia Polityki Realnej (UPR) an. Für die UPR kandidierte er 1993 im Wahlkreis Legnica. Die Partei scheiterte jedoch mit 3,2 % der Stimmen an der neu eingeführten Sperrklausel.